# Okręg Ambert
Okręg Ambert (fr. Arrondissement d'Ambert) – okręg w południowej Francji. Populacja wynosi 27 500.

## Podział administracyjny
W skład okręgu wchodzą następujące kantony:
- Ambert,
- Arlanc,
- Cunlhat,
- Olliergues,
- Saint-Amant-Roche-Savine,
- Saint-Anthème,
- Saint-Germain-l'Herm,
- Viverols.